# Altenberga
Altenberga ist eine Gemeinde im Südwesten des Saale-Holzland-Kreises in Thüringen und Teil der Verwaltungsgemeinschaft Südliches Saaletal. Sie hat etwa 750 Einwohner und eine Fläche von 17,49 km². Zur Gemeinde Altenberga gehören die Orte Altenberga, Altendorf, Greuda und Schirnewitz.

## Geschichte

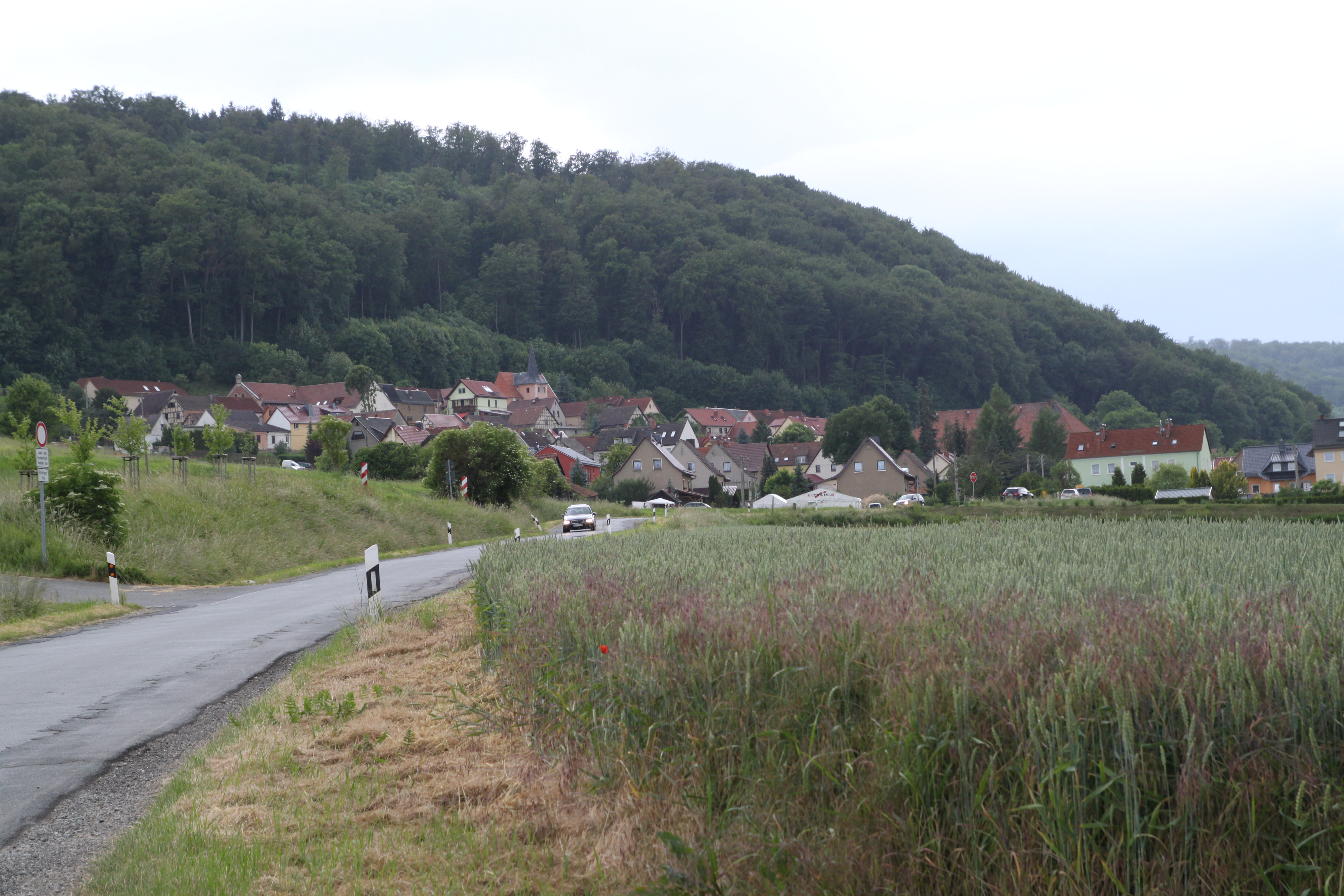
Dorfpanorama von Altenberga

Am 11. März 1266 wurden Burggrafen zu Aldinberge urkundlich erstmals erwähnt, 1390 das Dorf zu Aldinberge. Die Reste der Burg Altenberga befinden sich am Nordhang eines Höhenzuges südlich des Dorfes Altenberga, direkt oberhalb der Kirche. Die Burg war wohl zur Sicherung und Kontrolle der auf dem südlich gelegenen Höhenrücken verlaufenden „Hohen Straße“ verantwortlich.
Vertreter der Nebenlinie von Orlamünde nannten sich nachweisbar ab 1266 bis 1396 nach dem Ort der Burg. Sie besaßen zeitweise in Thüringen hohen Einfluss. So fungierten sie als Landfriedensrichter.
1345 waren die Wettiner Lehensträger. Die Erfurter überfielen Anfang des Jahres 1345 die Burg Altenberga. Nach kurzem Kampf wurde die Burg eingenommen und die dreizehn Verteidiger, die am Fastnachtsschmaus gesessen hatten, wurden überwältigt. Drei Verteidiger wurden sofort getötet und die anderen nach Erfurt gebracht.
1418 kauften die Burggrafen von Kirchberg die Veste.
1445 waren die Grafen von Gleichen es, die die Schutzfunktion übernahmen.
1450 wurde die Burg im Sächsischen Bruderkrieg zerstört, aber sofort wieder aufgebaut.
Das Gelände der Burganlage kann man noch erkennen. Von Gebäuden und Mauern sind nur noch spärliche Reste zu sehen, so ein längeres Stück Grundmauer und eine ausgemauerte Zisterne. Bemerkenswert ist der doppelte Halsgraben. Gräben und Hohlwege weisen noch auf die Anlage hin.
Aus dem im Jahre 1908 veröffentlichten Beitrag zu Kahla und Roda wurde folgender Text zusammengefasst entnommen: Die Burg ist auf einer abgesprengten Kalksteinplatte errichtet worden. An drei Seiten sind Reste der Umfangmauern, teilweise in 2 Metern Höhe erhalten. Nach Osten bildet der Felsen eine natürliche Mauer. Darunter sind Abgrabungen mit Resten von Mauerwerk. Man nimmt an, dass es der Burgweg war. Der tiefe Hohlweg zeigt eine Fahrbahn. Ein Zwinger umgab die Burg auf den Nord- und Westseiten. Der mit Bruchsteinen ausgemauerte Brunnen und die mit Regenwasser gespeiste Zisterne befinden sich nördlich. Dort sind auch noch Wallspuren vorhanden. Einen hohen Stumpf des Rundturms gab es. Er gehörte wohl zur Vorburg.
1350 residierten die Burgherren der Hausbergburgen (Wintberg, Kirchberg, Greifberg) in Altenberga (Burg).
1445 gelangte Altenberga in den Besitz der Grafen von Gleichen.
1450 wurde die Burg Altenberga im Sächsischen Bruderkrieg durch Wilhelm den Tapferen zerstört, später kam es zum Wiederaufbau.
Ein kleiner schlossartiger Neubau als Herrensitz wurde 1459 im Dorf errichtet.
1743 erfolgte der Bau des jetzigen großen „Schlosses“ als Herrenhaus. Es zeigt über dem Eingang das Wappen derer von Schwarzenfels.
Die Herrschaft Altenberga besaßen nacheinander:
- die Familie von Weissenbach,
- die Freiherren von Riedesel
- Reichshofrat Nikolaus Christoph Freiherr von Hünefeld (1663)
- Zu Altenberga gehören zu dieser Zeit auch Altendorf, Rodias, Schöps, Zwabitz (seit 1670).
- die Familie von Schwarzenfels (ab 1695)
- von Rothkirch.

Nach Jürgen Gruhle bewirtschaftete 1923 Arthur Brandt 377 ha Land in Altenberga.
1945 erfolgte die entschädigungslose Enteignung von Gut und Herrenhaus. Ersteres wurde als landwirtschaftliches Versuchsgut weiterbetrieben. Das Herrenhaus („Schloss“) steht heute leer (2012).

## Kirche

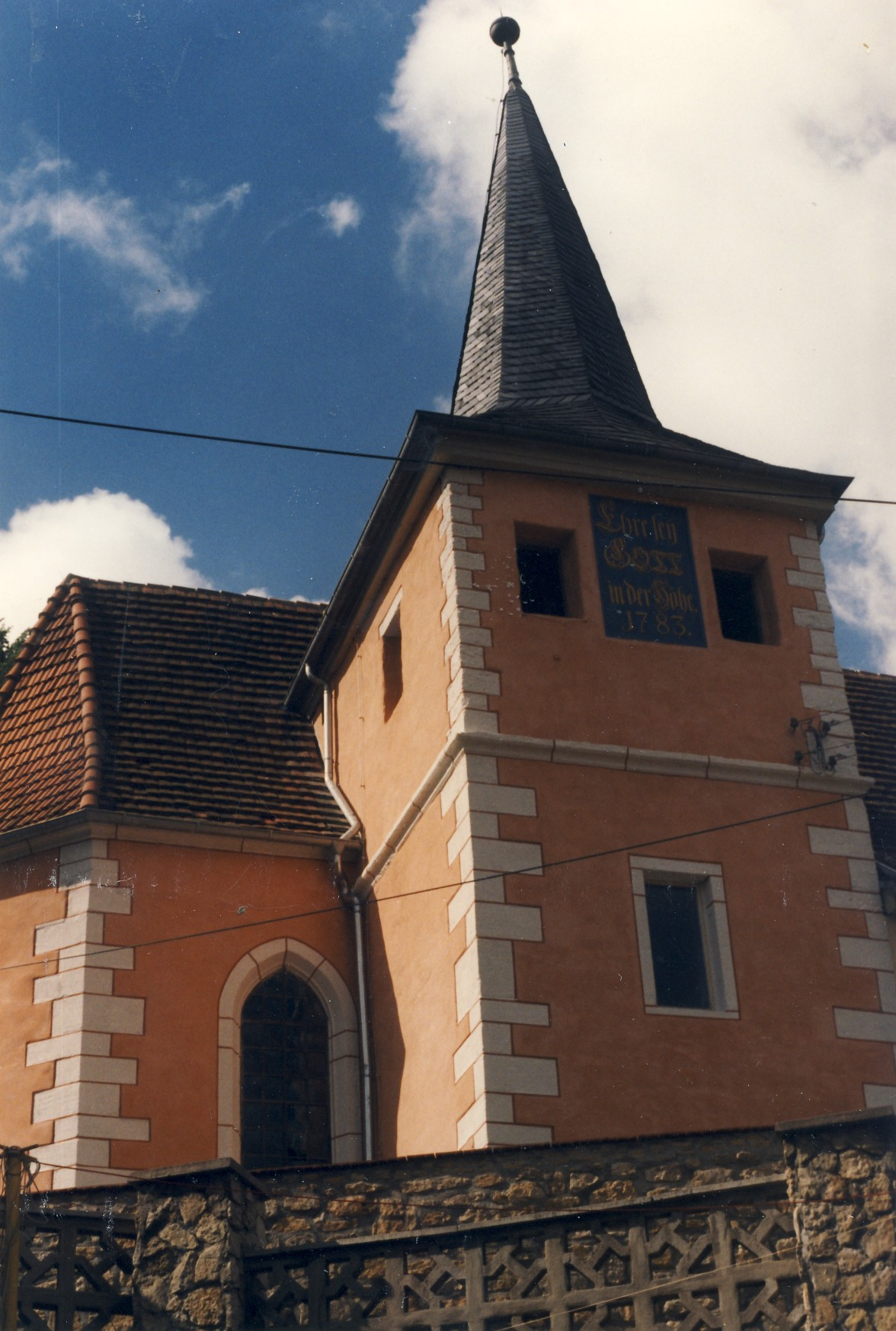
Dorfkirche in Altenberga (1996)

Die Altenbergaer Kirche wurde als spätgotischer Bau 1513 am Fuße der ehemaligen Burg errichtet. Sie birgt eine Glocke von 1447, die also aus einer anderen Kirche stammen muss.
Eine große Population unter Naturschutz stehender Kleiner Hufeisennasen, einer gefährdeten Fledermausart, in der Kirche bereitet gelegentlich Probleme durch ihren ätzenden Kot.

## Gedenkstätten
Eine Grabstätte mit Gedenkstein aus dem Jahre 1973 auf dem Ortsfriedhof erinnert an neun unbekannte KZ-Häftlinge, die bei einem Todesmarsch im April 1945 von SS-Männern ermordet wurden.

## Persönlichkeiten
- Anton Ludwig von Schwartzenfels (1678–1725), sachsen-gothaischer Geheimer Rat

## Wappen
Beschreibung: „Halb gespalten und geteilt; vorn in Blau ein goldener links aufgerichteter Löwe, oben hinten in Silber vier schwarze Spitzen an der Teilung, unten silber-schwarz geschacht.“

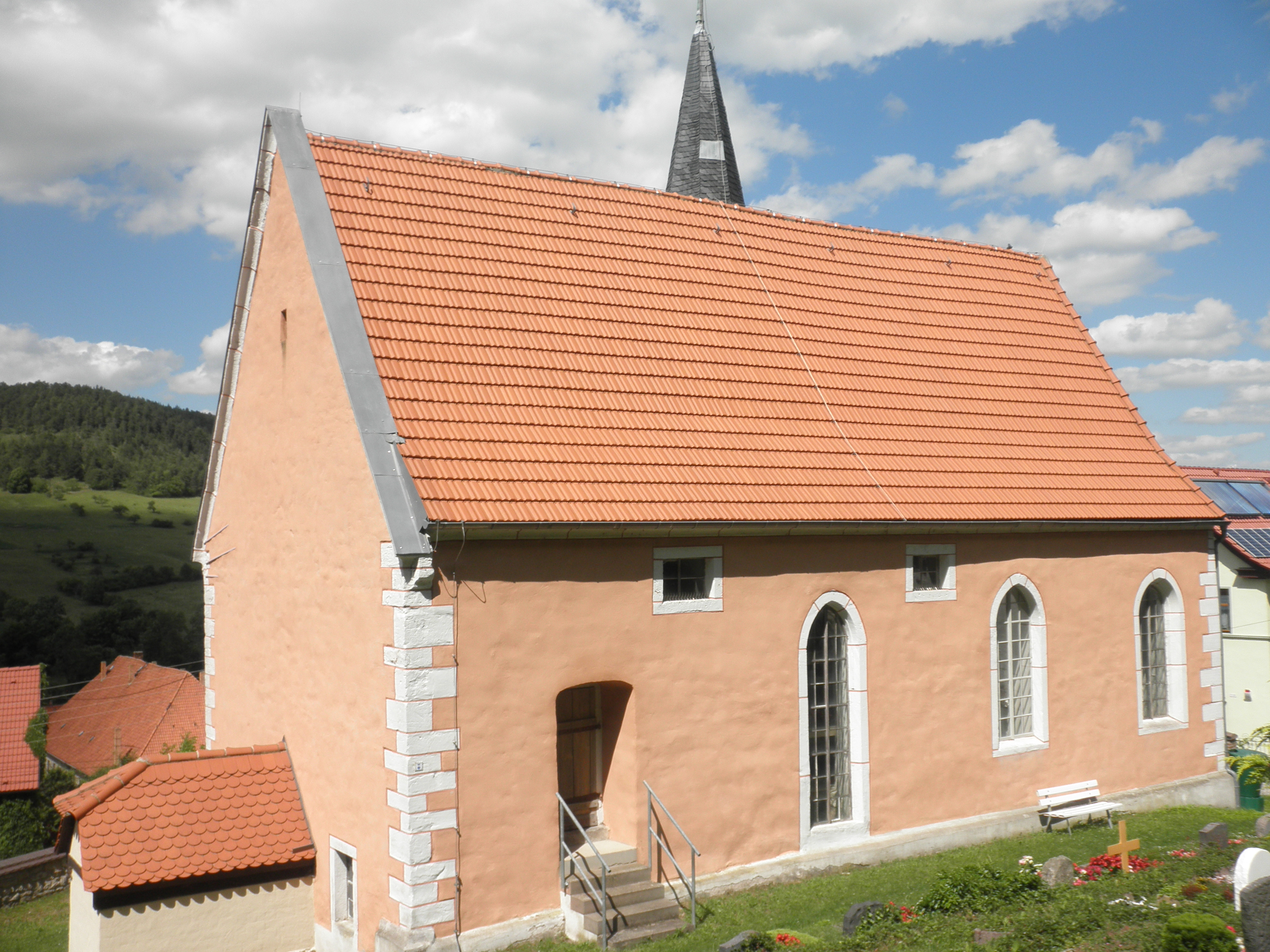
Kirche in Altenberga (Südseite)
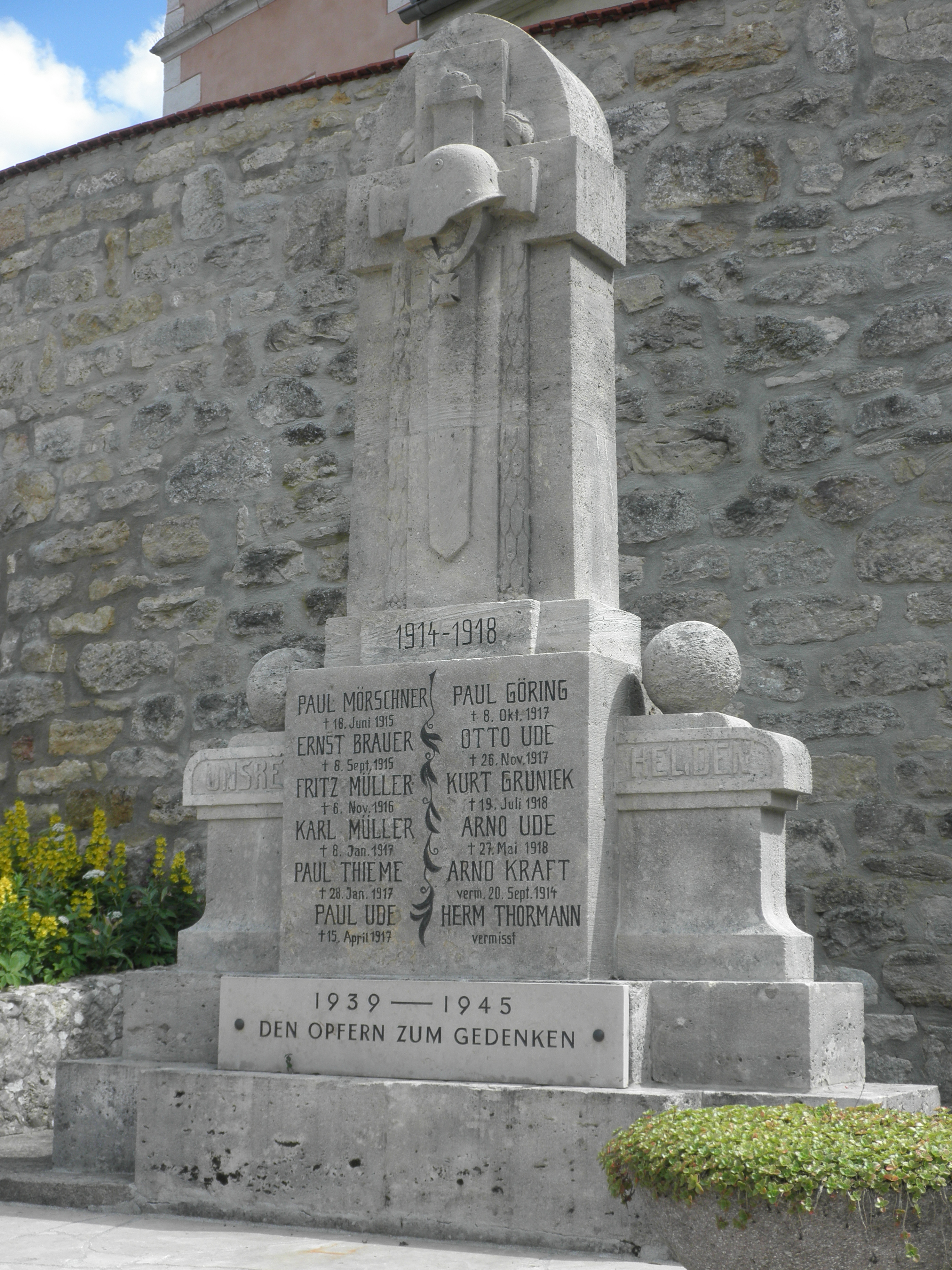
Kriegerdenkmal (1914–18) unterhalb der Kirche in Altenberga
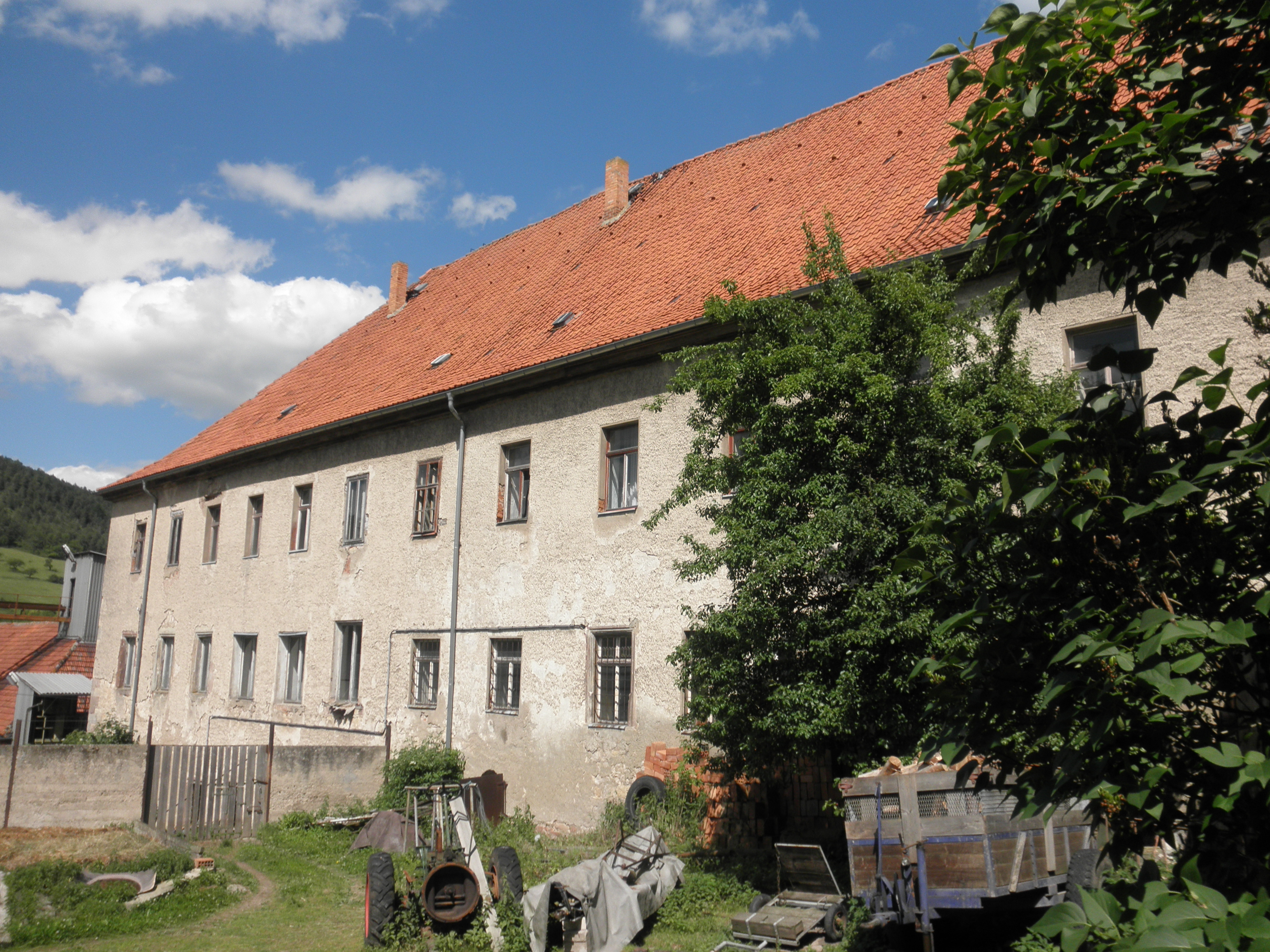
Ehemaliges Schloss in Altenberga (2012)
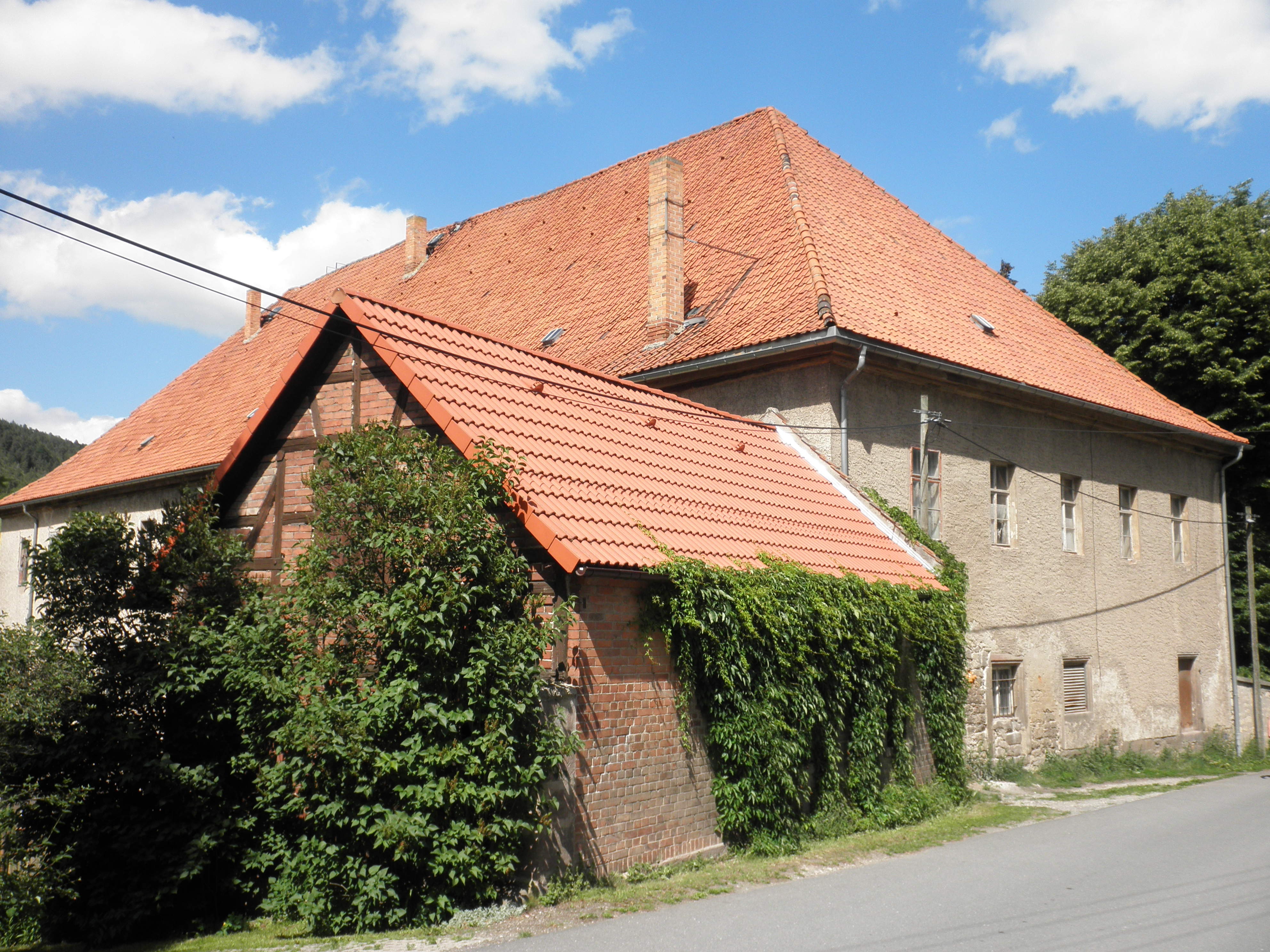
Ehemaliges Schloss in Altenberga (2012)

## Vereine
Von 2012 bis 2016 war der Gemeindesportverein Altenberga e. V. aktiv. Der Verein hat sich aber 2016 aufgelöst.